# بيورن هاوغان
بيورن هاوغان (بالسويدية: Björn Haugan)‏ هو مغني أوبرا سويدي، ولد في 5 سبتمبر 1942، وتوفي في 8 يناير 2009.

## وصلات خارجية
- بيورن هاوغان على موقع IMDb (الإنجليزية)
- بيورن هاوغان على موقع ديسكوغز (الإنجليزية)